# L'Amalon
L'Amalon (en francès Lamalou-les-Bains) és un municipi occità del Llenguadoc, a la regió d'Occitània, en el departament de l'Erau.

## Demografia

Població 1962-2008